# Pravoslavlje
Pravoslavlje – novine Srpske Patrijaršije (Правослвље – новине Српске Патријаршије, serbisch für Die Orthodoxie – Nachrichten des serbischen Patriarchats) ist eine serbische Kirchenzeitung der serbisch-orthodoxen Kirche und des Patriarchats von Serbien. Erstmals erschien Pravoslavlje am 15. April 1967. 
Die Kirchenzeitung informiert den Leser über den christlich-orthodoxen Glauben und stellt Vorgänge in der serbisch-orthodoxen Kirche und des serbischen Staates dar. Für ihre Gläubigen und das allgemeine christliche Leben ist das Patriarchat von Serbien bemüht, ein christliches Glaubensfundament in den folgenden Rubriken: Kirche und die Jugend (Crkva i mladi), Aus dem Leben der Kirche (Iz života crkve), Durch die christliche Welt (Kroz hrišćanski svet), Die Kirche und die heutige Welt (Crkva i savremeni svet), Geistlichkeit (Duhovnost), Lebendiger Buchstabe (Živo slovo) bereitzustellen und damit gegebenenfalls zu vertiefen. Darüber hinaus informiert die Zeitung über das aktive Kirchenleben im Patriarchat von Serbien.
Die Pravoslavlje erscheint zweimal monatlich, üblicherweise am 1. und am 15. jedes Monats. Sie wird in kyrillischer Schrift gedruckt. Die Auflagenhöhe wurde in den 1970er Jahren mit 30.000 bzw. 24.000 angegeben.
In den 1980er und 1990er Jahren galt die Pravoslavlje als sowohl in religiöser als auch in politischer Hinsicht konservatives Blatt, während im Glasnik SPC neben konservativen auch liberalere Ansichten vertreten wurden. Beispiele für politische Meinungsäußerungen in der Pravoslavlje waren beispielsweise die Veröffentlichung des von 21 Priestern und Mönchen unterzeichneten Appell zur Verteidigung der serbischen Bevölkerung und seiner Heiligtümer im Kosovo (in Nr. 364 vom 15. Mai 1982), sowie die Unterstützung für die nationalistische Politik von Slobodan Milošević (in Nr. 558 vom 15. Juni 1990 und Nr. 559 vom 1. Juli 1990).